# Храм Христа Спаситеља у Москви
Храм Христа Спаситеља (посвећен Христовом рођењу; рус. Храм Христа Спасителя) је саборни храм Руске православне цркве, недалеко од Московског кремља, на лијевој обали ријеке Москве.
Првобитни храм је подигнут у част побједе руског народа над Наполеоном. На зидовима храма су била исписана имена официра руске војске који су пали у рату с Наполеоновом армадом 1812. и других непосредних битака против Наполеона.
Храм је рађен према пројекту архитекта Константина Тона. Градили су га истакнути неимари и умјетници из цијеле Русије 44 године. Храм је свечано освјештан 26. маја 1883. године.
Здање из 19. вијека је срушила комунистичка власт 5. децембра 1931. године. На његовом мјесту је био изграђен базенски комплекс.
Храм је наново грађен од 1990. до 2000. према цртежима и старим фотографијама.
Садашње здање храма је освештано 19. августа 2000. године.

## Историја градње првог здања
Дана 25. децембра 1812. последњи Наполеонов војник напустио је територију Руске Империје. Истог дана цар Александар I је у Вилњусу потписао указ о изградњи храма Христа Спаситеља у Москви „у знак захвалности Богу који је спасао Русију од пропасти.“ Како се дан руске побједе поклопио са Божићем, главни олтар је посвећен Рождеству Христовом (Божићу).
Камен темељац је постављен 12. октобра 1817, на петогодишњицу побједе над француским завојевачима, у Воробјевој Гори (Врапчија Гора). Радови су споро напредовали.
Године 1825. умире цар Александар I а са његовом смрћу мијењају се и услови градње. Умјесто првобитног неокласицистичког здања са мноштвом масонских обиљежја, нови цар Николај I, доноси одлуку о градњи новог храма, и то на другом мјесту.
Већ у априлу 1829. расписан је нови конкурс. Побједник је био архитекта Константин Тона. Храм је у пројекту Константина Тона пуно ближи традиционалној православној црквеној архитектури, те је идејни творац овог пројекта назван оцем „нововизантијског стила“.
Дана 10. септембра 1839. московски митрополит Филарет је поставио камен темељац новог храма, посвећеног двадесетпетогодишњици краја рата.
Изградња храма трајала је 44 године. Храм је грађен из државних средстава, али и из добровољних прилога становништва.
Сви спољашњи украси и скулптуре су изграђене од белог мермера, пронађеног у селу Протопопово, крај Коломенскоја, док су прилазне степенице направљене од црвеног финског гранита. За унутрашњост храма, осим зеленог руског лабрадорита и пурпурног камена из Шокша, коришћен је и италијански мермер.
Храм су осликавали познати сликари тога времена: Семирадски, Суриков, Бруни, Верешчагин, Крамској, Брулов, Вазнецов, Дал, који је радио позлату. Вајари Логановски, Рамазанов и Клод (творац Аничковог моста и споменика Николају Првом у Санкт Петербургу) створили су велелепне рељефе са темама из Библије и руске историје.
Тон је умро пре него што је храм освештан, у доби од 87 година.
Освештавање храма планирано је за 1881, али због атентата на цара Александра II је одложено. 
Освештавање храма је обављено на Васкрс, 26. маја 1883. у присуству цијеле царске породице. Церемонији су присуствовали и малобројни живи ратни ветерани из 1812. године. Тада је први пут изведена и увертира „1812“ коју је посебно за тај празник, компоновао П. И. Чајковски.

## Живот првог здања
Храм Христа Спаситеља је за вријеме царске Русије био главна московска црква — називан главна катедрала.
У њему је прослављена стогодишњица побједе на француском армадом и тристогодишњица власти династије Романов. Дана 26. априла 1908. одржана је служба посвећена откривању споменика Гогољу.
У Храму је 5. новембра 1917, први пут након владавине Петра Великог, изабран нови руски патријарх — Тихон.

## Рушење првог здања
У подне 5. децембра 1931, храм Христа Спаситеља разорен је експлозивом.
Послије Октобарске револуције бољшевичке власти су многим црквама пренамијениле улогу, или их просто срушиле. Мјесто храма се показало, због своје близине Московском кремљу, као погодна локација за изградњу споменика социјализму познат као Палата совјета. Споменик је био замишљен као вишеетажно здање у савременом стилу са великом Лењиновом статуом на врху.
Због тога је по наређењу Лазара Кагановича, у подне 5. децембра 1931, храм Христа Спаситеља разорен експлозивом.
Изградња Палате совјета била је неизвјесна због недостатка финансијских средстава и честих поплава ријеке Москве.
Године 1958, у вријеме Никите Хрушчова, на мјесту храма је изграђен базенски комплекс који ће на том мјесту остати све до девете деценије 20. вијека.

## Ново-старо здање
Нови храм је изграђен за време Бориса Јељцина под руководством Зураба Церетелија (првобитно Алексеја Денисова). Контроверзе су изазвале мале промене у односу на оригинал, куполе више нису позлаћене већ су израђене од титанијум нитрида, рељефи су урађени од бронзе уместо мермера, фасада је урађена од мермера уместо камена а медаљони су урађени од полимера.